# Eva-und-Otto-Benesch-Park

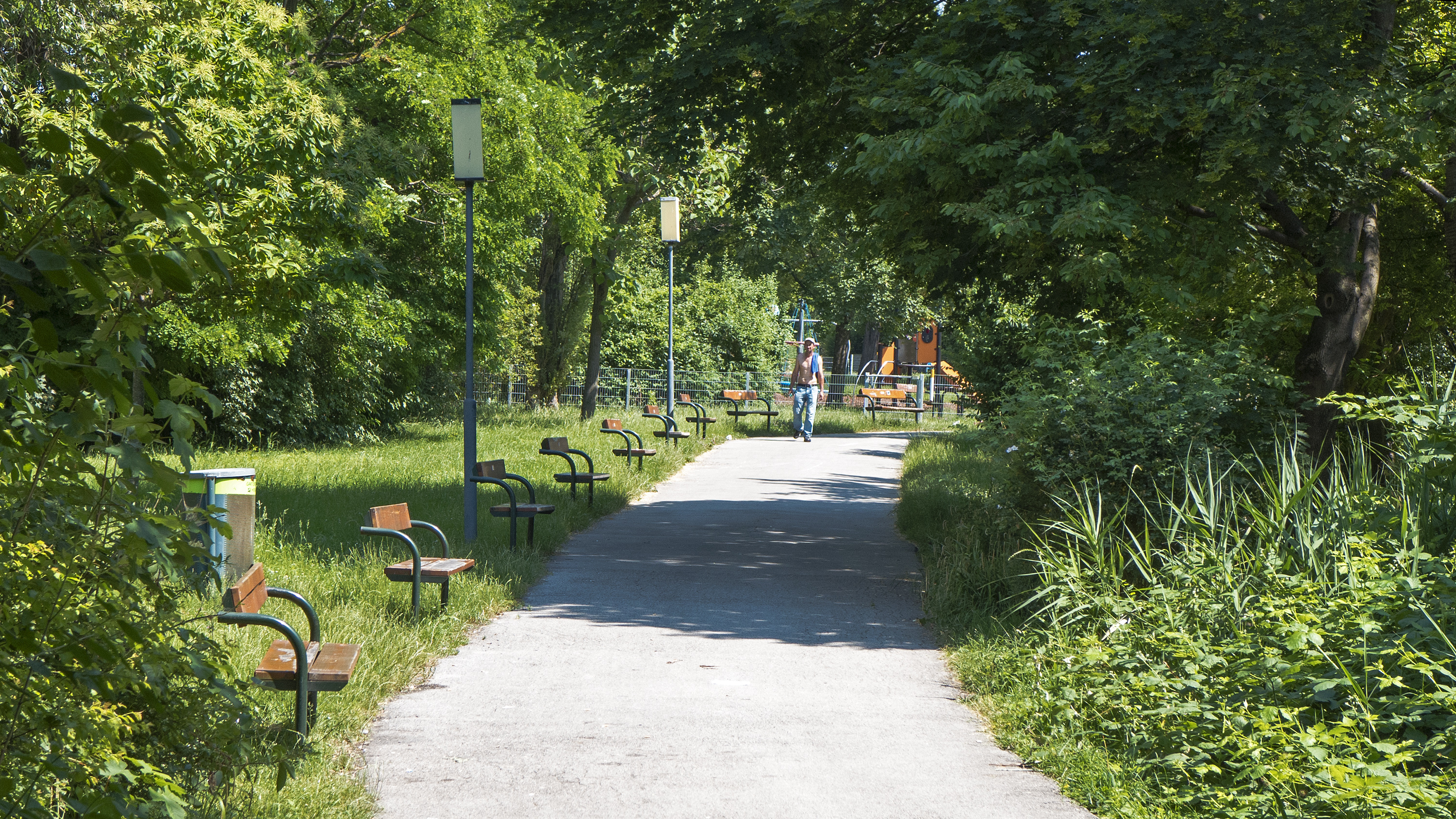
Otto-Benesch-Park (2015)

Der Eva-und-Otto-Benesch-Park (bis 2020 Otto-Benesch-Park) ist ein Wiener Park im 10. Bezirk, Favoriten.

## Beschreibung

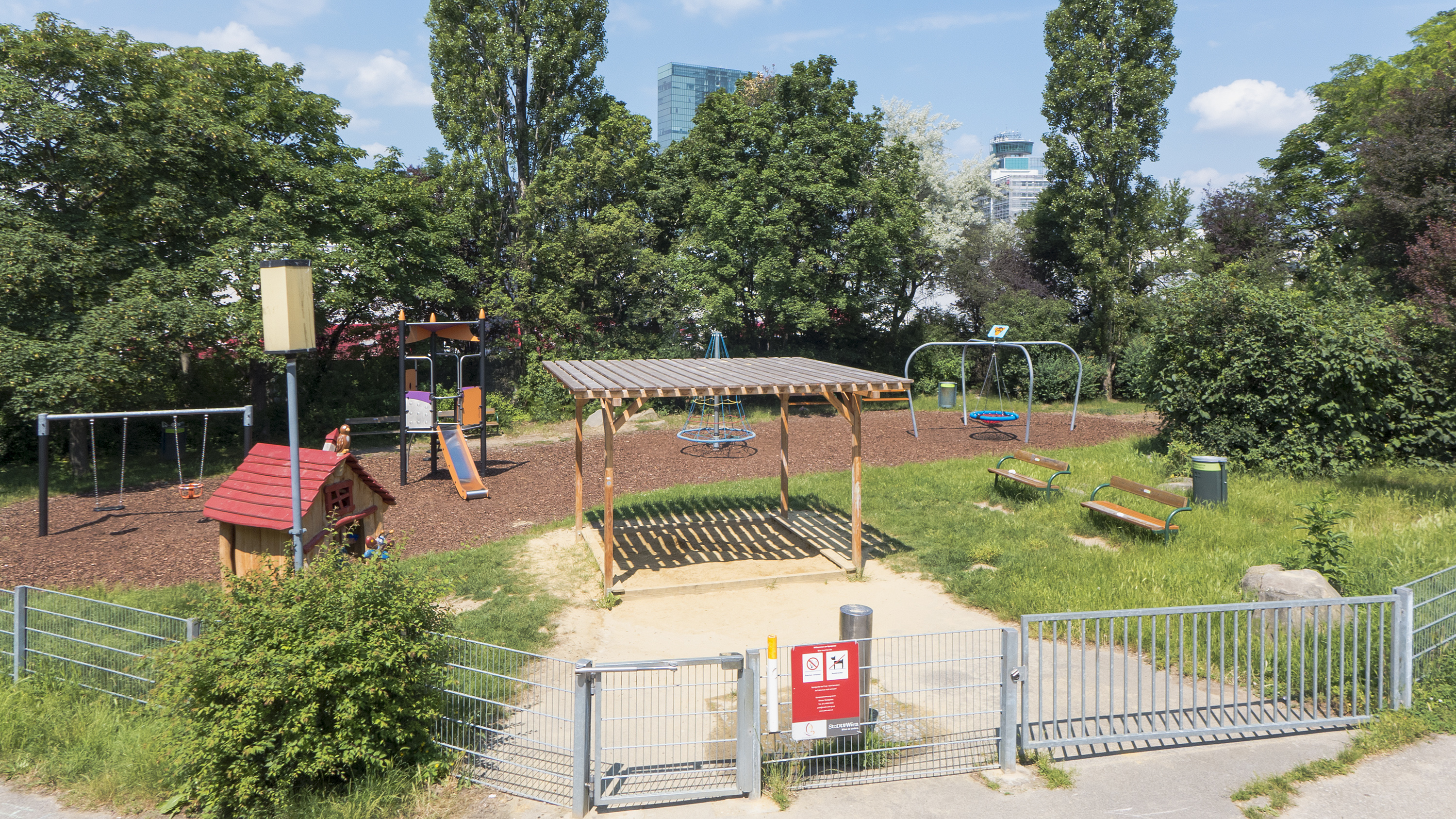
Spielplatz Otto-Benesch-Park (2015)

Der Eva-und-Otto-Benesch-Park ist ein ca. 16.000 m² Park im Bezirksteil Inzersdorf-Stadt. Der Park liegt am nördlichen Ende des Erholungsgebiets Wienerberg und östlich eines neuen, als Biotope City angelegten Stadtteils auf den ehemaligen Coca-Cola-Gründen, an seinem nordöstlich Ende wird er von den Straßen Enge Lucken, Sickingengasse und Sahulkastraße begrenzt. Der Park gehört zum Landschaftsschutzgebiet Favoriten, der Übergang zum Erholungsgebiet Wienerberg ist fließend. Der Park verfügt neben Wiesenflächen und einem alten Baumbestand über einen Kleinkinder-, Kinder- und Jugendspielplatz, einen Sandspielplatz und Trinkbrunnen. Im gesamten Park sind Hunde verboten.

## Geschichte
Der Park wurde am 12. Februar 1981 im Gemeinderatsausschuss für Kultur der Stadt Wien nach dem Kunsthistoriker und Direktor der Albertina Otto Benesch (1896–1964) benannt, der vom NS-Regime aufgrund der nicht-arischen Abstammung seiner Frau entlassen wurde und in die USA auswandern musste.
2021 wurde seine Frau, Eva Benesch, in der Namensgebung berücksichtigt, der Park wurde entsprechend umbenannt.